# Goran Bošković
Goran Bošković (ur. 13 lipca 1966 w Pljevlji) – czarnogórski piłkarz występujący na pozycji napastnika.

## Statystyki ligowe
| Rozgrywki     | Poziom | Kraj    | Mecze | Bramki |
| ------------- | ------ | ------- | ----- | ------ |
| Division 1    | I      | Francja | 10    | 0      |
| Division 2    | II     | Francja | 33    | 15     |
| Alpha Ethniki | I      | Grecja  | 10    | 0      |